# Educația în Suedia
Educația în Suedia este obligatorie pentru copiii cu vârste cuprinse între 5/6 și 15/16 ani, în funcție de perioada anului în care s-au născut. Anul școlar în Suedia durează de la mijlocul-sfârșitul lunii august până la începutul-mijlocul lunii iunie. Vacanța de Crăciun, de la mijlocul lunii decembrie până la începutul lunii ianuarie, împarte anul școlar suedez în două semestre.
Grădinița este gratuită pentru toate familiile. Anul în care copiii împlinesc șase ani, aceștia încep clasa pregătitoare (förskoleklass), care servește ca fază de tranziție între grădiniță și școlile generale. Copiii cu vârste cuprinse între 5/6 și 15/16 ani frecventează școala generală, unde se studiază o gamă largă de materii. Toți elevii studiază aceleași materii, cu excepția alegerilor diferite de limbă. Majoritatea școlilor sunt administrate de municipalități, dar există și școli private, cunoscute sub numele de școli independente.
Aproape toți elevii continuă să studieze în școlile secundare superioare de trei ani, unde majoritatea elevilor aleg unul din cele 18 programe naționale, unele dintre acestea fiind vocaționale și unele pregătitoare. Pentru elevii care nu îndeplinesc cerințele pentru programele naționale, sunt disponibile programe introductive unde elevii lucrează pentru a satisface cerințele pentru programele naționale. În 2018, 16% dintre elevii care au terminat clasa a IX-a a școlii generale nu erau eligibili pentru programele naționale.
Sistemul de învățământ superior este compatibil cu cel al restului Europei prin Procesul de la Bologna, unde diplomele sunt împărțite în trei cicluri: nivel de bază, nivel avansat și nivel doctoral. Există două diplome disponibile în fiecare ciclu de durată diferită. Universitățile nu percep taxe de școlarizare pentru cetățenii suedezi (precum și pentru cetățenii țărilor din Spațiul Economic European) și este disponibil ajutor pentru studenți din partea guvernului.

## Diagramă
| Tipul de educație                           | Școală                             | Școală                                                                              | Denumire                       | Denumire                       | Vârstă           |
| ------------------------------------------- | ---------------------------------- | ----------------------------------------------------------------------------------- | ------------------------------ | ------------------------------ | ---------------- |
| Educație postuniversitară Nivel de doctorat | Universitatea (Universitet)2-5 ani | Cercetare intitulată Colegiul Universitar (Högskola med forskningstillstånd)2-5 ani | Anul 4                         | Anul 4                         | Vârstele variază |
| Educație postuniversitară Nivel de doctorat | Universitatea (Universitet)2-5 ani | Cercetare intitulată Colegiul Universitar (Högskola med forskningstillstånd)2-5 ani | Anul 3                         |                                | Vârstele variază |
| Educație postuniversitară Nivel de doctorat | Universitatea (Universitet)2-5 ani | Cercetare intitulată Colegiul Universitar (Högskola med forskningstillstånd)2-5 ani | Anul 2                         |                                | Vârstele variază |
| Educație postuniversitară Nivel de doctorat | Universitatea (Universitet)2-5 ani | Cercetare intitulată Colegiul Universitar (Högskola med forskningstillstånd)2-5 ani | Anul 1                         |                                | Vârstele variază |
| Educație la nivel de masterat               | Universitatea (Universitet)1-2 ani | Colegiul Universitar (Högskola)1-2 ani                                              | Anul 2                         | Anul 2                         | Vârstele variază |
| Educație la nivel de masterat               | Universitatea (Universitet)1-2 ani | Colegiul Universitar (Högskola)1-2 ani                                              | Anul 1                         |                                | Vârstele variază |
| Educație la nivel de licență                | Universitatea (Universitet)2-3 ani | Colegiul Universitar (Högskola)2-3 ani                                              | Anul 3                         | Anul 3                         | Vârstele variază |
| Educație la nivel de licență                | Universitatea (Universitet)2-3 ani | Colegiul Universitar (Högskola)2-3 ani                                              | Anul 2                         |                                | Vârstele variază |
| Educație la nivel de licență                | Universitatea (Universitet)2-3 ani | Colegiul Universitar (Högskola)2-3 ani                                              | Anul 1                         |                                | Vârstele variază |
| Învățământul secundar superior              | Gimnaziu/Liceu (Gymnasieskola)     | Gimnaziu/Liceu (Gymnasieskola)                                                      | Tredje ring                    | Clasa a 3-a                    | 18–19            |
| Învățământul secundar superior              | Gimnaziu/Liceu (Gymnasieskola)     | Gimnaziu/Liceu (Gymnasieskola)                                                      | Andra ring                     | Clasa a 2-a                    | 17–18            |
| Învățământul secundar superior              | Gimnaziu/Liceu (Gymnasieskola)     | Gimnaziu/Liceu (Gymnasieskola)                                                      | Första ring                    | Clasa 1                        | 16–17            |
| Învățământul primar                         | Școala obligatorie (Grundskola)    | Școala obligatorie (Grundskola)                                                     | Etapa superioară Högstadiet    | Clasa a 9-a                    | 15–16            |
| Învățământul primar                         | Școala obligatorie (Grundskola)    | Școala obligatorie (Grundskola)                                                     | Etapa superioară Högstadiet    | Clasa a 8-a                    | 14–15            |
| Învățământul primar                         | Școala obligatorie (Grundskola)    | Școala obligatorie (Grundskola)                                                     | Etapa superioară Högstadiet    | Clasa a 7-a                    | 13–14            |
| Învățământul primar                         | Școala obligatorie (Grundskola)    | Școala obligatorie (Grundskola)                                                     | Etapa de mijloc Mellanstadiet  | Clasa a 6-a                    | 12–13            |
| Învățământul primar                         | Școala obligatorie (Grundskola)    | Școala obligatorie (Grundskola)                                                     | Etapa de mijloc Mellanstadiet  | Clasa a 5-a                    | 11–12            |
| Învățământul primar                         | Școala obligatorie (Grundskola)    | Școala obligatorie (Grundskola)                                                     | Etapa de mijloc Mellanstadiet  | Clasa a 4-a                    | 10–11            |
| Învățământul primar                         | Școala obligatorie (Grundskola)    | Școala obligatorie (Grundskola)                                                     | Etapa inferioară Lågstadiet    | Clasa a 3-a                    | 9–10             |
| Învățământul primar                         | Școala obligatorie (Grundskola)    | Școala obligatorie (Grundskola)                                                     | Etapa inferioară Lågstadiet    | Clasa a 2-a                    | 8–9              |
| Învățământul primar                         | Școala obligatorie (Grundskola)    | Școala obligatorie (Grundskola)                                                     | Etapa inferioară Lågstadiet    | Clasa 1                        | 7–8              |
| Educație de clasă preșcolară                | Clasa preșcolară (Förskoleklass)   | Clasa preșcolară (Förskoleklass)                                                    | Clasa preșcolară Förskoleklass | Clasa preșcolară Förskoleklass | 6–7              |
| Educație preșcolară                         | Preșcolar (Förskola)               | Preșcolar (Förskola)                                                                |                                |                                | 1–6              |

## Istoric
Potrivit lui Lars Petterson⁠(d), numărul de studenți a crescut lent între 1900 și 1947, apoi a crescut rapid în anii 1950 și a scăzut după 1962. Modelul natalității a fost un factor major. În plus, Petterson subliniază deschiderea gimnaziului de la o bază socială superioară limitată către populația generală pe baza talentului. De asemenea, el subliniază rolul planificării economice centrale, accentul larg răspândit pe educație ca producător de creștere economică și extinderea locurilor de muncă de birou. În secolul al XIX-lea, pe măsură ce cererea de educație a crescut, mai multe femei au intrat în corpul didactic în multe țări occidentale, inclusiv în Suedia. Până în 1900, 66% dintre profesorii suedezi erau femei, multe dintre ele lucrând în zone rurale izolate.

### Școala primară

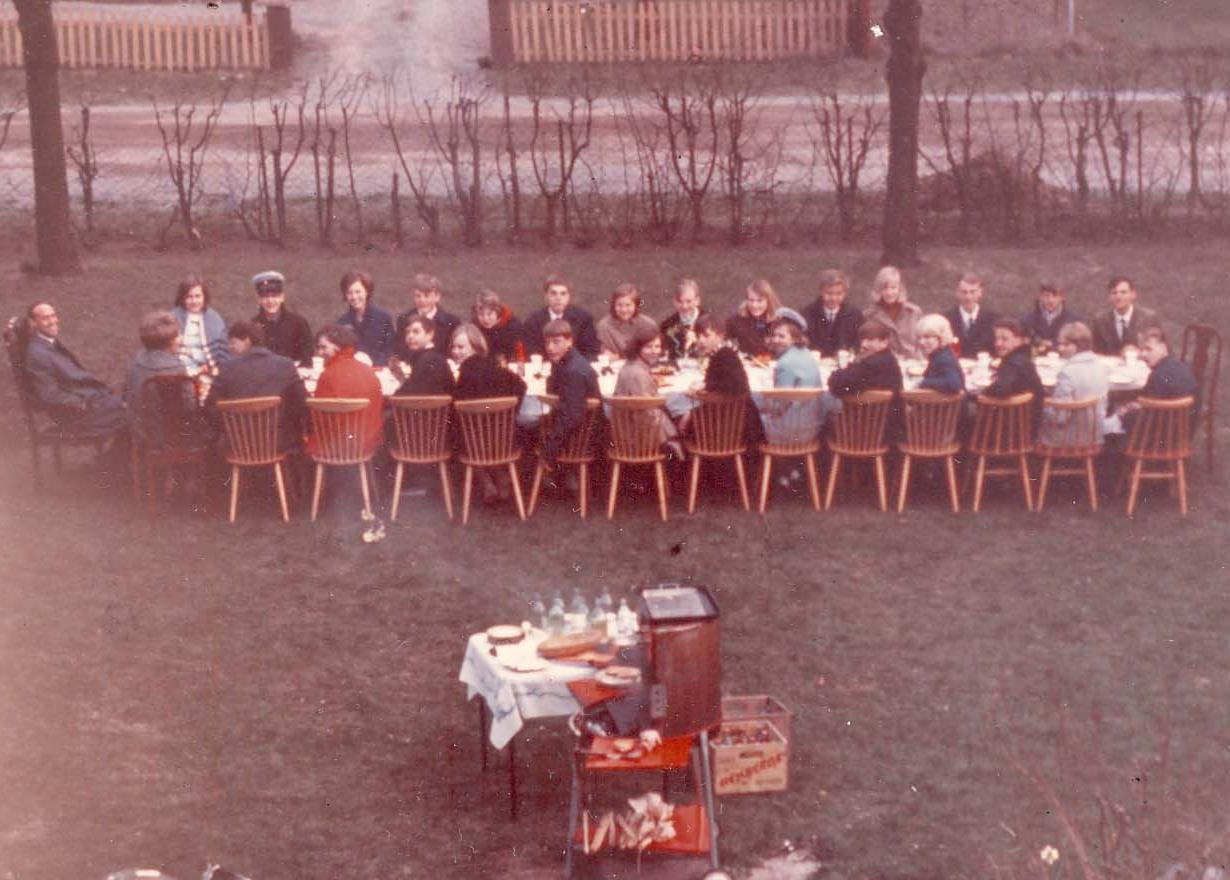
O clasă de tineri de 15 și 16 ani sărbătorește absolvirea Realexamen (absolvirea realskolan) într-o suburbie din Stockholm în 1965.

În 1842, parlamentul suedez a introdus o școală primară de patru ani pentru copiii din Suedia, folkskola⁠(d). În 1882 au fost adăugate două clase la folkskola, clasa a 5-a si a 6-a. Câteva folkskolor (pl.) aveau și clasa a 7-a și a 8-a, numită fortsättningsskola. Școlarizarea în Suedia a devenit obligatorie pentru șapte ani în anii 1930 și pentru opt ani în anii 1950. În 1962 a fost introdusă prima versiune a școlii obligatorii actuale, copiii suedezi având nouă ani obligatorii la școală – din august în anul în care copilul împlinește șapte ani până în iunie anul în care copilul împlinește șaisprezece ani.
Curriculumul din 1962 includea două trasee de studiu diferite, vocațional și pregătitor; aceasta a fost însă abolită în revizuirea din 1969. În 1980 a avut loc o altă revizuire majoră, crescând accentul pe subiectele teoretice. În 1994, sistemul de notare a fost schimbat, iar în ultima revizuire din 2011, sistemul de notare a fost schimbat din nou, introducând de data aceasta și note din clasa a 6-a.

### Școală gimnazială
În 1905 a fost introdus realskolan pentru elevii care doreau să continue studiile după folkskolan. Avea o durată variabilă între trei și șase ani.
În 1968 a fost introdus gymnasieskolan cu o structură similară cu cea actuală. Existau 22 de programe diferite, unele dintre acestea fiind vocaționale și unele pregătitoare. Aceste programe au durat între doi și patru ani, lucru care s-a schimbat în 1991, făcând toate programele de trei ani.

## Grădiniță
Grădinița este oferită tuturor copiilor ale căror părinți lucrează, studiază, sunt șomeri sau în concediu parental începând cu vârsta de un an. Începând cu vârsta de trei ani, toți copiii au dreptul la cel puțin trei ore de educație preșcolară pe zi, gratuit. Taxele pentru copiii care sunt la grădiniță mai mult de trei ore pe zi sau sub trei ani se bazează pe venitul familiei și pe numărul de copii. Prețurile variază de la gratuit până la un maxim de 1.425 SEK (135 € sau 150 USD) pe lună începând cu iulie 2019, cu tarife exacte stabilite de municipalitate.
Scopul este de a elibera părinții pentru a lucra, stabilind o bază pentru copiii care intră în școlarizarea generală și promovând valori fundamentale precum egalitatea tuturor oamenilor. Acest lucru se realizează prin activități pedagogice pregătite de educatorii de grădiniță, care implică adesea lucruri precum jocul, cântatul și desenatul. Educatorii de grădiniță ar trebui să includă mai multe momente educaționale în fiecare zi.

## Școală generală
Sistemul de învățământ din Suedia se bazează pe o școală generală de nouă ani (grundskola), cu frecvență obligatorie între șase-șapte și cincisprezece-șaisprezece ani.

### Materii
În școala obligatorie suedeză, fiecare elev urmează 16 materii obligatorii, care sunt, sortate în funcție de timpul alocat: suedeză, matematică, educație fizică, engleză, lucrări manuale, muzică, arte vizuale, tehnologie, fizică, chimie, biologie, istorie, studii sociale, religie, geografie și economie domestică. Toate aceste materii se studiază în toate cele trei etape școlare, etapa inferioară (clasele 1-3), etapa medie (clasele 4-6) și etapa superioară (clasele 7-9).
În clasa a șasea, elevii pot alege și un curs de limbă străină neobligatoriu. Peste 85% dintre elevii din clasa a 9-a au studiat o a treia limbă în 2017. Toate școlile trebuie să ofere cele trei limbi spaniolă, franceză și germană. Multe școli oferă, de asemenea, ajutor suplimentar în materiile de bază engleză și suedeză în loc de cursul de limbă. Urmarea cursului de limbă poate îmbunătăți semnificativ nota finală a elevilor și poate fi necesară pentru unele școli secundare superioare mai competitive.
Există, de asemenea, un subiect opțional obligatoriu, nenotat, al elevului (elevens val), unde elevul poate alege din diferite activități facilitate de școală. Alegerea elevilor a fost criticată pentru că ar putea fi o utilizare proastă a timpului elevilor și al profesorilor.

### Notare
În Suedia, elevii încep să primească note din clasa a 6-a, cu propuneri de a le schimba în clasa a 4-a. Înainte de clasa a 6-a, elevii primesc un Plan de dezvoltare individual (Individuell Utvecklingsplan, IUP) care conține evaluarea profesorilor asupra cunoștințelor elevilor. Elevii au discuții regulate de dezvoltare cu profesorii lor, discutând cum să se îmbunătățească pe baza IUP-ului și notelor lor.
Sistemul de notare în școala obligatorie folosește notele A, B, C, D și E ca note de trecere și F ca note de picare. B și D funcționează ca note de umplere, pentru când un elev nu a atins toate obiectivele pentru C sau A, dar a atins majoritatea acestora. Dacă elevul nu poate fi notat, de exemplu din cauza absențelor extinse, elevul va primi o liniuță în loc de un F. O liniuță nu este considerată o notă. Dacă un elev este pe punctul de a primi un F la un anumit subiect sau curs, profesorul responsabil pentru acel subiect va notifica elevul și părinții elevului. Dacă un elev primește un F, va primi o recenzie scrisă despre cum să se îmbunătățească.
Scorul total al elevului, care este folosit pentru aplicarea la școlile secundare superioare, se calculează luând notele la materii ale elevului și adunându-le numeric împreună, cu următoarea conversie de la literă la număr: E = 10, D = 12.5, C = 15, B = 17.5 și A = 20. Acest lucru produce un scor maxim posibil de 340 pentru elevii care studiază 17 materii. Elevii pot avea fie 16, fie 17 note, în funcție de dacă urmează un curs suplimentar de limbă pe lângă cele 16 materii obligatorii. Elevii care nu studiază o limbă străină sau studiază în schimb suedeză sau engleză suplimentar vor avea doar 16 note și nu pot primi un scor mai mare de 320.
Cele șaisprezece materii folosite pentru a calcula totalul trebuie să includă cele trei materii de bază - engleză, suedeză și matematică. Cu toate acestea, elevul poate participa în continuare la programul de introducere în școala secundară (introduktionsprogram), fie pentru a dobândi competențe în materiile de bază și a începe un program de școală secundară, fie pentru a dobândi abilități pentru a intra în câmpul muncii.

### Teste naționale
În clasele 3, 6 și 9, tuturor elevilor din grundskola suedeză li se administrează teste naționale. Scopul principal al acestor teste este de a asigura evaluarea echivalentă a tuturor elevilor. Rezultatele testelor ar trebui luate în considerare în mod special de către profesori atunci când stabilesc nota finală a elevilor.
În clasa a 3-a, testele sunt construite în jurul unei povești care implică doi copii care întâlnesc matematică și suedeză în situații de zi cu zi pentru a face situația de test mai puțin intimidantă. Doar suedeza și matematica au teste naționale în anul 3. Rezultatele testelor nu sunt folosite pentru notare, deoarece elevii nu primesc note înainte de clasa a 6-a.
În clasele 6 și 9, există teste pentru toate cele trei materii de bază, suedeză, matematică și engleză. Aceste teste constau atât din componente orale, cât și scrise. În clasa a 9-a, se testează și o materie științifică (fizică, biologie sau chimie) și o materie științelor sociale (civică, religie, geografie sau istorie).
Agenția Națională pentru Educație oferă, de asemenea, teste similare testelor naționale în scopul de a ajuta profesorii să evalueze elevii. Acestea sunt uneori confundate cu testele naționale; cu toate acestea, aceste teste nu sunt obligatorii și sunt disponibile pentru o varietate mai mare de niveluri de an și de materii.
Testele și schemele de notare au fost răspândite pe internet înainte de data testului de mai multe ori, rezultând în trișare pe scară largă. În aceste cazuri, trebuie să se folosească teste de substituție; cu toate acestea, aceste teste au fost acuzate de a nu da rezultate consistente cu testele nesubstituente de către Sindicatele Profesorilor Suedezi și nu pot fi folosite în rapoartele Statistics Sweden. Biroul Național de Audit Suedez a publicat în 2018 un raport privind „răspândirea neautorizată a testelor naționale”. Auditul a constatat că noile orientări ale Agenției Naționale pentru Educație Suedeză privind gestionarea testelor naționale sunt satisfăcătoare, dar implementate prea târziu. Raportul a recomandat Inspectoratului Școlar Suedez să monitorizeze conformitatea fiecărei școli cu aceste noi linii directoare.

### Linii directoare privind violența
În 2014, Agenția Națională pentru Educație a publicat linii directoare pentru personal despre cum să acționeze în timpul incidentelor de violență armată. În perioada 2012-2017, numărul de rapoarte privind violența fizică în școli a crescut cu 129%, iar rapoartele privind amenințările au crescut cu 46% în aceeași perioadă, potrivit Autorității Suedeze pentru Mediul de Lucru. Ultimele rapoarte includ toate violențele fizice și amenințările raportate, nu doar violența armată.

### Alte tipuri de învățământ primar
Există diferite tipuri de învățământ primar, inclusiv școlile Sámi, cu facilități speciale pentru populația indigenă Sámi, școli speciale pentru elevii cu dizabilități intelectuale și școli speciale pentru elevii cu alte dizabilități, precum surditatea.
Există, de asemenea, Komvux⁠(d), educație pentru adulți la nivel primar sau secundar, și programe introductive pentru elevii care au picat educația obligatorie. Școlarizarea la domiciliu este permisă doar pentru elevii care, din anumite motive, de obicei boli grave, nu pot participa la educația normală în clasă.

## Învățământ secundar superior
Școala secundară superioară, numită gymnasieskola, durează de obicei trei ani. Este opțională, dar cu o rată de înscriere de 99% (OECD 2018). Este împărțită în 18 programe naționale diferite cu focus educațional diferit. Sistemul este bazat pe cursuri, cu aceleași cursuri fiind folosite pentru mai multe programe. Există, de asemenea, programe introductive pentru elevii care nu satisfac cerințele pentru programele naționale. Un număr semnificativ dintre acești elevi sunt imigranți care învață suedeza.

### Programe naționale
Programele naționale sunt împărțite în două categorii: pregătitoare și vocaționale. Toate programele naționale oferă calificare de bază pentru a participa la universitate, dar programele pregătitoare satisfac de obicei și cerințele suplimentare necesare pentru a studia cursuri universitare în anumite domenii de studiu.
În 2018, aproximativ o treime dintre elevii care studiau un program național studiau un program vocațional, în timp ce două treimi studiau un program pregătitor.
| Numele românesc                                    | Nume suedez                            | Tip        | Numărul de studenți | Procentul de studenți |
| -------------------------------------------------- | -------------------------------------- | ---------- | ------------------- | --------------------- |
| Programul Științe Sociale                          | Samhällsvetenskapsprogrammet           | Pregătitor | 55,438              | 19.2%                 |
| Programul De Științe Naturale                      | Naturvetenskapsprogrammet              | Pregătitor | 43,028              | 14.9%                 |
| Programul de Management al afacerilor și economie  | Ekonomiprogrammet                      | Pregătitor | 41,436              | 14.3%                 |
| Programul Tehnologic                               | Teknikprogrammet                       | Pregătitor | 28,111              | 9.7%                  |
| Programul De Arte                                  | Estetiska programmet                   | Pregătitor | 20,325              | 7.0%                  |
| Programul energie electrică și energie             | El- och energiprogrammet               | Vocațional | 14,076              | 4.9%                  |
| Programul de construcții și construcții            | Bygg- och anläggningsprogrammet        | Vocațional | 12,534              | 4.3%                  |
| Programul vehicule și Transport                    | Fordons- och transportprogrammet       | Vocațional | 10,368              | 3.6%                  |
| Programul Sănătate și Asistență Socială            | Vård- och omsorgsprogrammet            | Vocațional | 9,735               | 3.4%                  |
| Programul pentru copii și recreere                 | Barn- och fritidsprogrammet            | Vocațional | 8,588               | 3.0%                  |
| Programul de afaceri și Administrare               | Handels- och administrationsprogrammet | Vocațional | 8,489               | 2.9%                  |
| Programul De Utilizare A Resurselor Naturale       | Naturbruksprogrammet                   | Vocațional | 8,414               | 2.9%                  |
| Programul Artizanat                                | Hantverksprogrammet                    | Vocațional | 6,375               | 2.2%                  |
| Managementul restaurantelor și Programul Alimentar | Restaurang- och livsmedelsprogrammet   | Vocațional | 4,861               | 1.7%                  |
| Programul De Tehnologie Industrială                | Industritekniska programmet            | Vocațional | 4,144               | 1.4%                  |
| HVAC și programul de întreținere a proprietății    | VVS- och fastighetsprogrammet          | Vocațional | 3,322               | 1.2%                  |
| Programul hotelier și turistic                     | Hotell- och turismprogrammet           | Vocațional | 2,963               | 1.0%                  |
| Programul De Științe Umaniste                      | Humanistiska programmet                | Pregătitor | 2,319               | 0.8%                  |

### Cursuri
Toți elevii urmează cel puțin 2500 de puncte de cursuri. Unele dintre aceste cursuri sunt universale pentru elevii din toate programele. Aceste cursuri sunt cursurile de nivel 1 din fiecare dintre următoarele materii: engleză, suedeză, matematică, religie, civics, științe naturale și educație fizică. În programele pregătitoare, sunt incluse și cursuri suplimentare de engleză, suedeză și matematică ca cursuri de bază.
Există, de asemenea, cursuri specifice programului și cursuri specifice orientării. Cursurile specifice orientării sunt cursurile pe care un elev le alege prin selectarea unei orientări în cadrul programului său. În cele din urmă, cursurile selectate individual sunt cursuri pe care elevul le alege liber pentru sine.

### Proiect de diplomă
În toate programele din școala secundară superioară, toți elevii sunt obligați să facă un proiect de diplomă. Proiectul de diplomă este un proiect în care elevii sunt obligați să planifice, să execute și să reflecte asupra unui proiect mai mare legat de ceva ce au studiat. Acest proiect are două opțiuni de notare, care constă în a primi un E (trecere) sau un F (picare). Proiectul de diplomă nu este inclus în valoarea de merit a elevilor care este folosită pentru educația ulterioară.

### Eligibilitate
Pentru a fi eligibil pentru învățământul secundar superior, elevul trebuie să treacă opt din șaisprezece materii pentru programele vocaționale și 12 din 16 pentru programele pregătitoare. Elevul trebuie să treacă și cele trei materii de bază matematică, suedeză și engleză.
În 2018, 15,6% dintre elevii care au părăsit învățământul obligatoriu nu s-au calificat pentru a continua la învățământul secundar superior. Aceasta este o creștere semnificativă față de 2011, primul an cu programa actuală, când 12,3% dintre elevi nu s-au calificat. Grupul care nu stăpânește învățământul obligatoriu este predominant băieți și elevi de origine străină.
Elevii care nu s-au calificat pentru învățământul secundar superior pot continua totuși la un program introductiv (Introduktionsprogram) care îi ajută pe elevi să obțină eligibilitatea pentru programele naționale.

### Admitere
Viitorul student aplică pentru a participa la un anumit program la o anumită școală, concurând pentru admitere pe baza notelor de la școala primară. În câteva cazuri, cum ar fi programul de arte (Estetiska programmet) la anumite școli, studentul aplică atât pentru program, cât și pentru orientare. Unele programe, în general programele de arte și anumite programe sau orientări mai specializate, au o anumită formă de examen de admitere pe lângă notele de la școala primară.

### Programe introductive
Programele introductive sunt pentru elevii care nu s-au calificat pentru programele naționale, cel mai adesea picând suedeza, engleza sau matematica. Există diferite tipuri de programe introductive, dintre care cele mai comune sunt introducerea limbii pentru imigranții care învață suedeza și alternativa individuală, un program foarte individualizat destinat să ajute elevii care nu au satisfăcut cerințele de eligibilitate pentru programele naționale să obțină eligibilitatea.

## Învățământ superior
După școala secundară superioară, studenții pot aplica la universitate pentru a primi educație terțiară. Gradele academice generale sunt oferite de universitățile publice și de colegiile universitare care tind să atragă studenți pe bază regională. Pe lângă gradele academice generale, sistemul de învățământ superior oferă și o serie de grade profesionale la nivel de licență sau master în domenii precum inginerie, drept și medicină. Independent de sistemul universitar compatibil cu Procesul de la Bologna, există un sistem de învățământ superior profesional unde se predau domenii precum finanțe și administrație de afaceri, IT și ospitalitate și turism.

### Tipuri de grade
Gradele suedeze sunt integrate în Procesul de la Bologna, cadrul european de învățământ superior. În acest sistem, gradele sunt împărțite în trei cicluri, corespunzătoare nivelului de licență, nivelului de master și nivelului de doctorat. În Suedia, există două calificări generale pentru fiecare ciclu de durată diferită și diverse grade profesionale și diverse grade profesionale la nivel de licență sau master.

#### Diagramă
| Tipul de educație                | Nivel                               | Diplomă                                                                                | Diplomă                                                                           | Diplomă                                                                          | Denumire    |
| -------------------------------- | ----------------------------------- | -------------------------------------------------------------------------------------- | --------------------------------------------------------------------------------- | -------------------------------------------------------------------------------- | ----------- |
| Studii postuniversitare educație | Nivel de doctorat/ Al treilea ciclu | Diplomă de doctorat (PhD) Doktorsexamen 240 credite pentru învățământul superior       | Diplomă de doctorat (PhD) Doktorsexamen 240 credite pentru învățământul superior  | Diplomă de doctorat (PhD) Doktorsexamen 240 credite pentru învățământul superior | Anul 4      |
| Studii postuniversitare educație | Nivel de doctorat/ Al treilea ciclu | Diplomă de doctorat (PhD) Doktorsexamen 240 credite pentru învățământul superior       | Diplomă de doctorat (PhD) Doktorsexamen 240 credite pentru învățământul superior  | Diplomă de doctorat (PhD) Doktorsexamen 240 credite pentru învățământul superior | Anul 3      |
| Studii postuniversitare educație | Nivel de doctorat/ Al treilea ciclu | Diplomă de licențiat Licentiatexamen 120 credite pentru învățământul superior          | Diplomă de licențiat Licentiatexamen 120 credite pentru învățământul superior     | Diplomă de licențiat Licentiatexamen 120 credite pentru învățământul superior    | Anul 2      |
| Studii postuniversitare educație | Nivel de doctorat/ Al treilea ciclu | Diplomă de licențiat Licentiatexamen 120 credite pentru învățământul superior          | Diplomă de licențiat Licentiatexamen 120 credite pentru învățământul superior     | Diplomă de licențiat Licentiatexamen 120 credite pentru învățământul superior    | Anul 1      |
| Licență educație                 | Nivelul de Master/ Al doilea ciclu  |                                                                                        | Diplomă de Master (doi ani) Masterexamen 120 credite pentru învățământul superior | Diplome Profesionale Yrkesexamina (3-5 ani)                                      | Clasa a 5-a |
| Licență educație                 | Nivelul de Master/ Al doilea ciclu  | Diplomă de Master (un an) Magisterexamen 60 credite pentru învățământul superior       | Diplomă de Master (doi ani) Masterexamen 120 credite pentru învățământul superior | Diplome Profesionale Yrkesexamina (3-5 ani)                                      | Clasa a 4-a |
| Licență educație                 | Nivelul de licență/ Primul ciclu    |                                                                                        | Diplomă de licență Kandidatexamen 180 credite pentru învățământul superior        | Diplome Profesionale Yrkesexamina (3-5 ani)                                      | Clasa a 3-a |
| Licență educație                 | Nivelul de licență/ Primul ciclu    | Diplomă De Învățământ Superior Högskoleexamen 120 credite pentru învățământul superior | Diplomă de licență Kandidatexamen 180 credite pentru învățământul superior        | Diplome Profesionale Yrkesexamina (3-5 ani)                                      | Clasa a 2-a |
| Licență educație                 | Nivelul de licență/ Primul ciclu    | Diplomă De Învățământ Superior Högskoleexamen 120 credite pentru învățământul superior | Diplomă de licență Kandidatexamen 180 credite pentru învățământul superior        | Diplome Profesionale Yrkesexamina (3-5 ani)                                      | Clasa 1     |

#### Nivel de bază (grundnivå)
Pentru a fi admis la un program la nivel de bază, un student trebuie să completeze o educație la nivel de gymnasieskola sau echivalentul acesteia.
- Diploma de învățământ superior (högskoleexamen), doi ani, 120 de credite de învățământ superior
- Diplomă de licență (kandidatexamen), trei ani, 180 de credite de învățământ superior

#### Nivel avansat (avancerad nivå)
Pentru a fi admis la un program la nivel avansat, un student trebuie să fi obținut o diplomă suedeză de trei ani la nivel de bază sau o diplomă corespunzătoare dintr-o altă țară sau o calificare corespunzătoare. Gradele care pot fi obținute la nivel avansat sunt:
- Diplomă de master (un an) (magisterexamen), un an, 60 de credite de învățământ superior
- Diplomă de master (doi ani) (masterexamen), doi ani, 120 de credite de învățământ superior

Ambele grade necesită completarea unei teze.
Diploma de master (doi ani) este o diplomă nouă care este destinată să fie strâns legată de educația continuă la nivel de absolvent.

#### Nivel de doctorat (forskarnivå)
Pentru a fi admis la un program la nivel doctoral, un student trebuie să fi obținut o diplomă suedeză la nivel avansat sau să fi absolvit cel puțin patru ani de studiu cu normă întreagă, cu cel puțin un an la nivel avansat sau o diplomă corespunzătoare dintr-o altă țară sau cunoștințe echivalente. Gradele care pot fi obținute la nivel de doctorat sunt:   
- Diploma de Licențiat (licentiatexamen), doi ani, 120 de credite de învățământ superior
- Diplomă de doctor (doctorat, doktorsexamen), patru ani, 240 de credite de învățământ superior

Titlurile academice postuniversitare sunt profesor asociat (docent) și profesor.

### Notare
Sistemul de notare utilizat variază între diferite universități și colegii universitare. Există în prezent cinci sisteme diferite în uz, toate fiind referențiale de criterii. Cele trei sisteme cele mai comune sunt scara cu șapte grade (A–F, Fx), scara cu trei grade VG, G, U, care este foarte similară cu sistemul de notare obligatoriu și preuniversitar pre-2011 și sistemul de trecere sau picare G/U. Notele din toate sistemele pot fi convertite în Sistemul european de transfer și acumulare de credite (ECTS) pentru compararea notelor cu alte universități din Europa.

### Cerințe de limbă
Înainte de a fi acceptat într-un program de învățământ superior în Suedia, toți solicitanții trebuie să demonstreze o competență minimă în limba suedeză și engleză. Pentru solicitanții internaționali, se folosește Testul în suedeză pentru studii universitare pentru a testa competența lingvistică suedeză și Testul de engleză ca limbă străină sau examenul Cambridge First Certificate in English poate fi folosit pentru engleză.

### SweSAT
Testul suedez de aptitudini școlară (Högskoleprovet) este un test standardizat folosit ca unul dintre mijloacele de a obține admiterea la învățământul superior în Suedia. Testul în sine este împărțit într-o secțiune matematică și una verbală, care conțin ambele patru subdiviziuni, pentru un total de 160 de întrebări cu răspuns multiplu. În afară de testul de citire a englezei, toate secțiunile se susțin în suedeză. Pentru a obține admiterea la cursuri sau programe folosind SweSAT, studenții trebuie să îndeplinească independent cerințele de eligibilitate.

### Ajutor pentru studenți
Studenții suedezi primesc ajutor de la Consiliul Național pentru Asistență Studenților (CSN) în timpul studiilor. CSN este o autoritate guvernamentală suedeză care emite ajutor financiar pentru studii. Aceasta include împrumuturi și granturi pentru studenții care studiază în Suedia sau în străinătate.
Începând cu semestrul de toamnă 2011, învățământul superior este gratuit doar pentru cetățenii suedezi, UE/SEE și elvețieni.

### Lucrare de antidiscriminare
Toate universitățile sunt obligate să aibă linii directoare privind modul de gestionare a cazurilor de discriminare. De asemenea, ele sunt obligate să colaboreze cu ombudsmanul pentru egalitate pentru a se asigura că admiterea, taxa de școlarizare și examenele sunt corecte.

### Învățământ profesional superior
Școlile profesionale superioare cooperează cu diverși angajatori pentru a îmbunătăți perspectivele de angajare ale studenților. Sistemul este independent de celelalte tipuri de învățământ superior, deoarece nu este compatibil cu Bologna, nu acordă o diplomă de licență sau de master (în timp ce gradele profesionale o fac) și nu este predat de universități sau colegii universitare.

## Școli independente
Înainte de anii 1990, existau doar câteva școli private în Suedia, în principal școli cu internat finanțate din taxe de școlarizare, dintre care Sigtunaskolan⁠(d) și Lundsbergs skola sunt cele mai cunoscute. O reformă majoră a educației din 1992 a permis școlilor administrate privat care oferă învățământ primar sau secundar să primească finanțare publică pentru fiecare elev la un nivel similar cu cel pe care îl primesc școlile publice. Acestea se numesc școli independente sau școli gratuite (friskolor) și, începând cu 2008, existau aproximativ 900 dintre ele.
Școlile independente, similare cu școlilor charter din Statele Unite ale Americii sau academiile in Regatul Unit, sunt finanțate cu bani publici (skolpeng) de la municipalitatea locală pe baza numărului de elevi înscriși, în același mod în care sunt finanțate școlile publice suedeze. În consecință, nu li se permite să discrimineze sau să solicite examene de admitere, nici nu li se permite să perceapă elevilor taxe suplimentare. Cu toate acestea, li se permite să accepte donații private. Diferențele economice regionale afectează direct cât de mulți bani poate furniza fiecare municipalitate pe elev.
Oricine poate începe o școală independentă cu profit sau un lanț de astfel de școli în Suedia. Multe dintre ele oferă o pedagogie alternativă (cum ar fi Montessori⁠(d)) sau un profil străin/internațional, religios sau pentru nevoile speciale (cum ar fi deficiența de auz). Există, de asemenea, mai multe școli secundare cu profil sportiv de elită. Internationella Engelska Skolan și Kunskapsskolan⁠(d) sunt cele două cele mai mari lanțuri de școli independente. În 2008, mai mult de 10% dintre elevii suedezi erau înscriși în școli independente.
În 2023, ministrul pentru școli, Lotta Edholm⁠(d), a lansat o investigație asupra friskolor, după ce a pus la îndoială modelul său de generare de profit. În ultimii ani a avut loc o scădere a standardelor educaționale, odată cu creșterea inegalității. 15% dintre elevii primari (până la 16 ani) și 30% dintre toți elevii de liceu au mers la friskolor. O problemă majoră a fost afirmația că unele friskolor acordau elevilor note prea mari, distorsionând sistemul de notare.

### Opinii
Sistemul școlar independent a împărțit opinia publică în Suedia, în special în ceea ce privește școlile religioase și școlile cu profit. În timpul alegerilor din 2018, mai multe partide, inclusiv Partidul Moderat și Partidul Social Democrat, au sugerat un anumit tip de limită de profit, în timp ce liberalii și Partidul de Centru s-au opus unei astfel de limite. O interdicție a școlilor independente religioase a fost sugerată și cu sprijinul Partidului de Stânga și al Partidului Social Democrat, în timp ce Moderatul, Partidul Verde, Democrații Creștini și Partidul de Centru sunt mulțumiți de sistemul actual care interzice elementele religioase în clasă, dar le permite în timpul pauzelor sau înainte de începerea lecțiilor.
Modelul suedez a fost prezentat ca un posibil model pentru soluții similare atât în Regatul Unit, cât și în Statele Unite ale Americii, unde Per Unckel⁠(d), guvernatorul județului Stockholm și fost ministru conservator al educației, a rezumat în 2009 avantajele sistemului suedez într-un articol de opinie produs de grupul de experți libertarieni Pacific Research Institute: „Educația este atât de importantă încât nu poți lăsa-o doar unui producător. Pentru că știm din sistemele de monopol că ele nu îndeplinesc toate dorințele”. 
În februarie 2013, The Guardian a publicat un articol al unui fost consilier politic al Ministerului Educației Suedez, Karin Svanborg-Sjövall, despre sistemul școlar independent: „Suedia demonstrează că profitul privat îmbunătățește serviciile și influențează politica. Chiar și sindicatele educaționale s-au alăturat când prevederea privată a fost introdusă în școlile suedeze”, citând documentul privind performanța educațională medie produs de institutul de cercetare din cadrul Ministerului Muncii Suedez, IFAU, care a constatat „că o creștere a cotei de studenți din școlile independente îmbunătățește performanța medie la sfârșitul școlii obligatorii, precum și rezultatele educaționale pe termen lung”. Cu toate acestea, în iunie 2015, un alt articol al corespondentului pentru educație de la The Guardian a citat pe atunci ministrul educației, Gustav Fridolin⁠(d), spunând că sistemul era „un eșec politic” și a declarat că standardele de învățământ au scăzut dramatic de-a lungul anilor și se aflau într-o stare de „criză”.

## Rezultatele PISA și PIRLS
Suedia a ocupat primul loc în clasamentul din 2008 al Fondului Națiunilor Unite pentru Copii privind educația timpurie.
Rezultatele suedeze în Programul de Evaluare a Performanței Internaționale a Studenților (PISA) au fost în 2015 apropiate de media OCDE. Scorurile suedeze au scăzut între 2006 și 2012, ceea ce a fost raportat intens și adoptat ca un punct de discuție important pentru multe partide politice, inclusiv Alianța și Partidul Social Democrat.
În raportul PISA din 2015, scorurile suedeze au crescut pentru prima dată de la începutul programului în 2006. Atât Partidul Moderat, cât și Partidul Social Democrat au sugerat acțiuni pentru a îmbunătăți educația și a crește scorurile PISA în viitor.
Performanța Suediei în evaluările internaționale de citire pentru clasa a patra (Studiul progresului în alfabetizarea internațională, PIRLS) a scăzut cu 19 puncte din 2001 (561) până în 2011 (542) și s-a recuperat cu 13 puncte în 2016 (555).
Afluența de imigranți în școlile suedeze a fost raportată ca fiind un contribuitor major la scăderea Suediei mai mult decât orice altă țară europeană, conform unui raport al Agenției Naționale de Educație.
Cu toate acestea, acest lucru nu explică în totalitate scăderea rezultatelor. Primăvara anului 2021, ziarul național Expressen⁠(d) a publicat o serie de articole care descriu erori majore în testarea efectuată de Agenția Națională pentru Educație. Un număr și o gamă comparativ de mari de studenți au fost, în încălcare a intenției testelor, scutiți de testare, generând un rezultat care arăta o tendință pozitivă. Se desfășoară o anchetă privind modul în care acest lucru s-ar fi putut întâmpla în ciuda faptului că mai mulți oficiali de la Ministerul Educației au ridicat întrebări cu privire la metodele de testare. Unii parlamentari au cerut demisia ministrului educației, care la rândul său a îndreptat răspunderea pentru testare către autoritatea școlară.